# Ezequiel Piovi
Lucas Ezequiel Piovi (Morón, Buenos Aires, Argentina; 20 de agosto de 1992) es un futbolista argentino. Juega de centrocampista y su equipo actual es Estudiantes de La Plata de la Primera División de Argentina.

## Trayectoria
Piovi comenzó su carrera en las categorías inferiores de Vélez Sarsfield, antes de salir en 2013. Posteriormente se unió al Messina de la Lega Pro Seconda Divisione de Italia, haciendo su debut en el fútbol italiano el 13 de octubre de 2013 contra Foggia. Hizo dos apariciones más, contra Poggibonsi y Chieti, cuando Messina ganó su grupo. El 30 de junio de 2014 completó su regreso a la Argentina al aceptar firmar por el General Lamadrid. Siguieron once apariciones en la Primera C. En 2015 se unió al Fénix de la Primera B. Marcó su primer gol en la categoría absoluta el 4 de octubre en una victoria a domicilio ante Almagro.
En junio de 2016 fue cedido al Almagro para disputar el torneo de la Primera B Nacional. Marcó dos goles en veintiséis partidos en la temporada 2016-17, lo que llevó al club a fichar a Piovi de forma permanente. Su primera aparición como jugador de Almagro a tiempo completo llegó frente ante Ferro Carril Oeste el 23 de septiembre de 2017. El 14 de junio de 2019, Piovi acordó condiciones de préstamo con Arsenal de Sarandí de la Primera División de Argentina. Marcó un gol, en un empate 3-3 con River Plate, igualmente concurrió en veinte apariciones para el club.
En julio de 2020 se dirigió al extranjero para unirse a Liga Deportiva Universitaria de la Serie A de Ecuador. Su debut con el club quiteño se produjo el 22 de agosto ante Aucas, mientras que en septiembre se lo vería disputar la Copa Libertadores por primera vez; participando en victorias sobre Deportivo Binacional de Perú (dos veces) y São Paulo de Brasil.
Con el tiempo se fue consolidando cada vez más en el equipo, tanto así que en octubre de 2023 fue el capitán del histórico plantel de LDU que alzó la Copa Sudamericana 2023, el quinto título internacional del cuadro quiteño.
A comienzos de 2025, el mediocampista, además de ser el capitán y referente del conjunto ecuatoriano, fue elegido en el 11 ideal de la pasada temporada de la Liga Pro.
El 28 de enero de 2025, Piovi firmó contrato con Estudiantes de La Plata por 3 años con opción de renovación por otro, llegando por una cifra superior a los 2 millones de dólares.  Tuvo su primer partido en la institución el 21 de febrero de 2025, en el triunfo 3 a 2 sobre Central Córdoba de Santiago del Estero.

## Clubes
Actualizado al último partido disputado el 17 de agosto de 2025.
| A. C. R. Messina · Italia              | 2013-14       | 4.ª           | 3   | 0  | 0  | 0 | Inexistentes | Inexistentes | 0            | 0            | 3   | 0  | 0  |
| A. C. R. Messina · Italia              | Total club    | Total club    | 3   | 0  | 0  | 0 | 0            | 0            | 0            | 0            | 3   | 0  | 0  |
| General Lamadrid Argentina             | 2014          | 4.ª           | 11  | 0  | 0  | 0 | Inexistentes | Inexistentes | 0            | 0            | 11  | 0  | 0  |
| General Lamadrid Argentina             | Total club    | Total club    | 11  | 0  | 0  | 0 | 0            | 0            | 0            | 0            | 11  | 0  | 0  |
| Fénix Argentina                        | 2015          | 3.ª           | 33  | 1  | 0  | 0 | Inexistentes | Inexistentes | 0            | 0            | 33  | 1  | 0  |
| Fénix Argentina                        | 2016          | 3.ª           | 19  | 2  | 0  | 0 | Inexistentes | Inexistentes | 0            | 0            | 19  | 2  | 0  |
| Fénix Argentina                        | Total club    | Total club    | 52  | 3  | 0  | 0 | 0            | 0            | 0            | 0            | 52  | 3  | 0  |
| Almagro Argentina                      | 2016-17       | 2.ª           | 26  | 2  | 0  | 0 | Inexistentes | Inexistentes | 0            | 0            | 26  | 2  | 0  |
| Almagro Argentina                      | 2017-18       | 2.ª           | 23  | 0  | 0  | 0 | Inexistentes | Inexistentes | 2            | 0            | 25  | 0  | 0  |
| Almagro Argentina                      | 2018-19       | 2.ª           | 22  | 1  | 4  | 0 | Inexistentes | Inexistentes | 4            | 1            | 30  | 2  | 0  |
| Almagro Argentina                      | Total club    | Total club    | 71  | 3  | 4  | 0 | 0            | 0            | 6            | 1            | 81  | 4  | 0  |
| Arsenal Argentina                      | 2019-20       | 1.ª           | 20  | 1  | 0  | 0 | 0            | 0            | 0            | 0            | 20  | 1  | 0  |
| Arsenal Argentina                      | Total club    | Total club    | 20  | 1  | 0  | 0 | 0            | 0            | 0            | 0            | 20  | 1  | 0  |
| Liga Deportiva Universitaria · Ecuador | 2020          | 1.ª           | 16  | 0  | —  | — | 4            | 0            | Inexistentes | Inexistentes | 20  | 0  | 4  |
| Liga Deportiva Universitaria · Ecuador | 2021          | 1.ª           | 25  | 0  | 2  | 0 | 8            | 0            | 0            | 0            | 35  | 0  | 5  |
| Liga Deportiva Universitaria · Ecuador | 2022          | 1.ª           | 25  | 0  | 2  | 0 | 8            | 0            | 0            | 0            | 35  | 0  | 2  |
| Liga Deportiva Universitaria · Ecuador | 2023          | 1.ª           | 27  | 0  | 0  | 0 | 13           | 1            | 0            | 0            | 40  | 1  | 2  |
| Liga Deportiva Universitaria · Ecuador | 2024          | 1.ª           | 28  | 5  | 3  | 0 | 11           | 0            | 0            | 0            | 42  | 5  | 2  |
| Liga Deportiva Universitaria · Ecuador | Total club    | Total club    | 121 | 5  | 7  | 0 | 44           | 1            | 0            | 0            | 172 | 6  | 15 |
| Estudiantes de La Plata Argentina      | 2025          | 1.ª           | 8   | 0  | 2  | 0 | 5            | 1            | 0            | 0            | 15  | 1  | 0  |
| Estudiantes de La Plata Argentina      | Total club    | Total club    | 8   | 0  | 2  | 0 | 5            | 1            | 0            | 0            | 15  | 1  | 0  |
| Total carrera                          | Total carrera | Total carrera | 286 | 12 | 13 | 0 | 49           | 2            | 6            | 1            | 354 | 15 | 15 |
| 1. 2. 3.                               |               |               |     |    |    |   |              |              |              |              |     |    |    |

## Palmarés

### Campeonatos nacionales
| Título               | Club                         | Año  |
| -------------------- | ---------------------------- | ---- |
| Supercopa de Ecuador | Liga Deportiva Universitaria | 2021 |
| Serie A de Ecuador   | Liga Deportiva Universitaria | 2023 |
| Serie A de Ecuador   | Liga Deportiva Universitaria | 2024 |

### Campeonatos internacionales
| Título            | Club                         | Año  |
| ----------------- | ---------------------------- | ---- |
| Copa Sudamericana | Liga Deportiva Universitaria | 2023 |

### Distinciones individuales
| Distinción                                      | Año  |
| ----------------------------------------------- | ---- |
| Parte del Equipo Ideal de la Copa Sudamericana  | 2023 |
| Incluido en el once ideal de la LigaPro Serie A | 2023 |
| Mejor volante central de la LigaPro Serie A     | 2023 |
| Mejor volante defensivo de la LigaPro Serie A   | 2024 |
| Incluido en el once ideal de la LigaPro Serie A | 2024 |

## Vida personal
Es hermano del también futbolista Gonzalo Piovi.